# L'Héroïque Lande, la frontière brûle
Pour plus de détails, voir Fiche technique et Distribution.
L'Héroïque lande, la frontière brûle est un film français réalisé par Nicolas Klotz et Élisabeth Perceval, sorti en 2018.

## Synopsis
Documentaire sur la jungle de Calais,.
Ce documentaire a eu une suite intitulée Fugitif, où cours-tu ? constitué à partir de rushs restés inédits.

## Fiche technique
- Titre : L'Héroïque lande, la frontière brûle
- Réalisation : Nicolas Klotz et Élisabeth Perceval
- Scénario : Nicolas Klotz et Élisabeth Perceval
- Photographie : Nicolas Klotz
- Son : Élisabeth Perceval
- Musique : Ulysse Klotz
- Pays d'origine :  France
- Production : Mata Atlantica - Stempel Films
- Durée : 220 minutes
- Date de sortie : France, 4 avril 2018